# 金牛座56
金牛座56，又名BD+21 623，HD 27309、SAO 76551、HR 1341，是金牛座的一颗恒星，视星等为5.38，位于銀經174.04，銀緯-19.83，其B1900.0坐标为赤經4h 13m 41.4s，赤緯+21° -19.83′ 55″。